# Tribalus
Tribalus är ett släkte av skalbaggar. Tribalus ingår i familjen stumpbaggar.

## Dottertaxa tillTribalus, i alfabetisk ordning[1]
- Tribalus acceptus
- Tribalus agrestis
- Tribalus algericus
- Tribalus amnicola
- Tribalus anatolicus
- Tribalus andrei
- Tribalus andreinii
- Tribalus ascaphus
- Tribalus asiaticus
- Tribalus atlantis
- Tribalus australis
- Tribalus bicarinatus
- Tribalus bomba
- Tribalus brevisternus
- Tribalus brouni
- Tribalus capensis
- Tribalus cavernicola
- Tribalus colombius
- Tribalus comes
- Tribalus corylophioides
- Tribalus crypticus
- Tribalus decellei
- Tribalus distinguendus
- Tribalus doriae
- Tribalus eggersi
- Tribalus elapsus
- Tribalus endroedyi
- Tribalus espanyoli
- Tribalus excellens
- Tribalus exilis
- Tribalus fastigiatus
- Tribalus floridus
- Tribalus folliardi
- Tribalus foveolatus
- Tribalus freyi
- Tribalus gioiellae
- Tribalus gracilipes
- Tribalus hornii
- Tribalus impressibasis
- Tribalus inopinatus
- Tribalus interruptus
- Tribalus kanaari
- Tribalus kaszabi
- Tribalus kochi
- Tribalus koenigius
- Tribalus kovariki
- Tribalus laevidorsis
- Tribalus leleupi
- Tribalus longipes
- Tribalus margiventer
- Tribalus maroccanus
- Tribalus marseuli
- Tribalus micros
- Tribalus minimus
- Tribalus minutulus
- Tribalus modicus
- Tribalus montanus
- Tribalus namibiensis
- Tribalus nitens
- Tribalus oblongus
- Tribalus ogieri
- Tribalus olexai
- Tribalus onustus
- Tribalus opimus
- Tribalus pakistanicus
- Tribalus phyllobius
- Tribalus pinsapo
- Tribalus politus
- Tribalus pseudostrialis
- Tribalus pumilio
- Tribalus puncticeps
- Tribalus punctillatus
- Tribalus ratti
- Tribalus rougemonti
- Tribalus rubriculus
- Tribalus scaphidiformis
- Tribalus similis
- Tribalus subdolus
- Tribalus subfasciatus
- Tribalus suturalis
- Tribalus tibialis
- Tribalus tropicus
- Tribalus uhligi
- Tribalus unistrius
- Tribalus vitalisi
- Tribalus yamauchii